# Eric Frank Russell
Eric Frank Russell (Sandhurst (Surrey), 6 januari 1905 - Liverpool, 28 februari 1978) was een Brits sciencefictionschrijver. Hij gebruikte ook de pseudoniemen Duncan H. Munro en Webster Craig voor zijn korte verhalen.
Russell schreef sciencefiction met een humoristische inslag, waarin hij autoriteit in al zijn vormen op de hak nam.
Hij werd geboren in een militaire familie, waarmee hij een gedeelte van zijn jeugd doorbracht in Egypte en Soedan. In de Tweede Wereldoorlog diende hij bij de Royal Air Force. Voordat hij van schrijven zijn beroep maakte, was hij nog korte tijd werkzaam als ingenieur.
Hij won de Hugo Award in 1955 voor zijn korte verhaal "Allamagoosa". 